# Ens Públic de Radiotelevisió de les Illes Balears
L'Ens Públic de Radiotelevisió de les Illes Balears (EPRTVIB) és una entitat pública balear creada el 26 de març de 2004 i que gestiona les societats Televisió de les Illes Balears formada pels canals IB3 Televisió i IB3 Global i la Ràdio de les Illes Balears formada per l'emissora IB3 Ràdio.

## Directors generals
- María Umbert[1] (2005-2007)
- Antoni Martorell[2] (2007-2010)
- Pedro Terrasa Sánchez (2010-2011)[3]
- Antonio Gómez[4] (2011-2012)
- José Manuel Ruiz[5] (2012-2014)
- Josep Maria Codony[6] (2014-2015)
- Andreu Manresa Montserrat[7] (2015-2023)
- Albert Salas Domínguez (2023-2025)
- Marc González Sabater (2025- en funcions)

## Format per

### Televisions
| Logo       | Canal | Inici d'emissió                                              | Format d'image |
| ---------- | --- | ------------------------------------------------------------ | -------------- |
|            | IB3 Canal generalista. Emissió de programes amb connexió per a totes les illes. | 1 de març de 2005                                            | SDTV           |
|            | IB3 HD Canal generalista. | 17 de març de 2010                                           | HD             |
| Bon Dia TV | Bon Dia TV Emissió generalista online amb continguts d'IB3 Televisió i TV3 i, des de 2021, també d'À Punt. | 27 de novembre del 2018                                      | SDTV           |
|            | IB2 Canal cultural, informatiu i esportiu. Segon canal d’IB3, que no va arribar a passar el període de proves de 14 dies. Va substituir TV3CAT, que va ser canviat a una altra freqüència, per on emetia el canal 3/24 quan les Balears van obtindre el segon múltiplex. Va ser substituït per IB3 HD, que començà a emetre uns dies més tard. | Va emetre del 14 de febrer del 2010 al 28 de febrer del 2010 | SDTV           |

### Televisió internacional
| Logo | Canal                                                                  | Inici d'emissió | Format d'imatge |
| ---- | ---------------------------------------------------------------------- | --- | --------------- |
|      | IB3 Global Canal generalista                                           | 15 d'abril de 2016 | SDTV            |
|      | IB Sat Canal generalista internacional.                                | Va emetre entre l'1 de desembre del 2007 i el 15 d'abril del 2016. Va emetre a la TDT a Catalunya des del 2 de març del 2009 fins l’octubre del 2012. Fins al 2016 va continuar emetent per Internet.                                           | SDTV            |
|      | IBSat+30 Emissió amb 30 minuts de diferència respecte al canal IB Sat. | Emeté a la TDT de les Illes Balears entre l'1 de desembre del 2007 i l'1 de juny del 2009. El canal estava previst per a l'emissió del futur segon canal d'IB3, però va ser substituït per TV3CAT, que substituïa l'emissió de TV3 en analògic. | SDTV            |

### Ràdio
La Ràdio de les Illes Balears és l'empresa de ràdio pública de les Illes Balears. Aquest mitjà de comunicació és la principal emissora de ràdio a les illes balears amb la seva pròpia llengua.
| Logo | Emissora | Inici d'emissió                                   |
| ---- | --- | ------------------------------------------------- |
|      | IB3 Ràdio Ràdio generalista amb desconnexions locals a Mallorca, Menorca i Pitiüses des de 2019. | 1 de març de 2005 31 de desembre de 2004 (proves) |
|      | IB3 Música Radiofòrmula musical amb emissió a Internet. | gener del 2011                                    |
|      | IB3 Ràdio 2 Emissora generalista que emet online la programació habitual d'IB3 Ràdio quan s'emeten esdeveniments esportius a l'emissora principal. La resta del temps, reemet els programes d'IB3 Ràdio en temps real. | 23 de setembre de 2022                            |